# Савинцы (Оржицкий район)
Савинцы (укр. Савинці) — село,
Савинский сельский совет,
Оржицкий район,
Полтавская область, Украина.
Население по переписи 2001 года составляло 805 человек.
Является административным центром Савинского сельского совета, в который, кроме того, входит село
Грабов.

## Географическое положение
Село Савинцы находится на левом берегу реки Оржица. На расстоянии в 2 км расположено село Загребелье,
ниже по течению на расстоянии в 5 км расположено село Золотухи.
По селу протекает пересыхающий ручей с запрудой.

## История
Самый старый документ о Савинцах в Центральном Государственном Историческом Архиве Украины в городе Киеве это метрическая книга за 1735 год.
Село указано на карте частей Киевского, Черниговского и других наместничеств 1787 года
C декабря 1922 года село в составе Украинской Советской Социалистической Республики Союза Советских Социалистических Республик.
11 января 1942 года освобождено от гитлеровских германских войск советскими войсками 6-й армии (генерал-майор Р. Я. Малиновский) Юго-Западного фронта (командующий генерал-лейтенант Ф. Я. Костенко) в ходе частной операции в период подготовки к Барвенково-Лозовской наступательной операции 18—31.01.1942 года.

## Экономика
- «Савинцы», сельскохозяйственное ООО.

## Объекты социальной сферы
- Школа: Савинская гимназия.
- Дом культуры.